# 東京YMCA

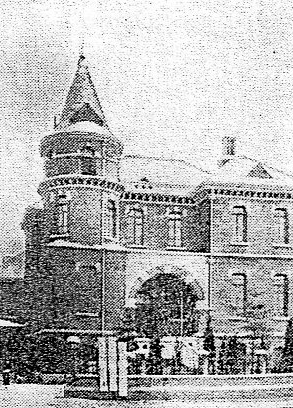
1894年に建設された東京キリスト教青年会会館

公益財団法人東京YMCA（とうきょうワイエムシーエー）、旧称: 東京青年会（とうきょうせいねんかい）また東京基督教青年会（とうきょうきりすときょうせいねんかい）は、1880年（明治13年）に設立された超教派のクリスチャンの組織で、1903年（明治36年）の財団法人を経て、2011年（平成23年）公益財団法人となる。日本における最初の基督教青年会である。

## 概要
1880年5月に会長を小崎弘道、役員に井深梶之助、田村直臣、植村正久が選ばれて、東京青年会が結成された。浅草の井生村楼を会場として利用していた。当時、メンバーは20代の青年で、そのメンバーのほとんどが後にキリスト教会の指導者になった人々であった。結成以来、の超教派的な働きを支えて来た。今日、日本YMCA同盟として日本各地35箇所で活動が行われている。
結成の際に、小崎弘道はYoung Men's Christian Associationを「基督教青年会」と訳した。これが「青年」という日本語の最初であると言われている。
青年会が結成された年の秋に、『六合雑誌』を創刊した。これは、キリスト教界の総合雑誌の草分けとして高く評価されるようになった。その趣旨は、超教派でキリスト教を研究して修身の道を講じ、世の誤謬を明らかにして、キリスト教の真理を世に公にしようとするものであった。
その後、1883年に創立されたキリスト教系の出版社警醒社に『六合雑誌』の発行を引き継いでいる。
1889年には、北米YMCAから海外派遣主事としてJ.T.スウィフトが着任し、スタッフの育成の務めた。スウィフトは自身が受け取るべき遺産と募金によって1894年に、神田美土代町に東京YMCAの会館（東京キリスト教青年会会館）を建設した。設計は、鹿鳴館やニコライ堂などを設計したイギリス人建築家のジョサイア・コンドルが担当し、赤レンガの壮麗な会館には1000人を収容する大講堂があり、アインシュタインや内村鑑三、板垣退助など、数々の思想家が講演を行った。
また、東京YMCAはバスケットボールやバレーボールなど多くのスポーツを日本に紹介し、普及に貢献したことでも知られている。東京YMCA会館（東京キリスト教青年会会館）の体育館には、日本で初めて室内温水プールが造られ、オリンピック選手たちの練習場や強化合宿の会場としても使われ、日本水泳界の競技レベルの向上と国際化に大きく貢献した
1925年には、国際YMCAから派遣されたポール・ラッシュ（立教大学元教授）が関東大震災で荒廃した東京と横浜のYMCA拠点の再生活動を行った。ラッシュは、アメリカンフットボールの普及や高校野球夏の甲子園大会復活など、日本のスポーツ振興に尽力したことでも知られている。